# Rassemblement national pour le développement
Le Rassemblement national pour le développement (RND) est un ancien parti politique comorien.

## Histoire
Le Rassemblement national pour le développement est fondé le 6 octobre 1996. Il est issu d'une fusion de l'Union nationale pour la démocratie aux Comores (en), Maecha Bora (en), Uwezo (en), l'Union comorienne pour le progrès et le Rassemblement pour la démocratie et le renouveau (en). La fondation du parti conservateur traditionaliste est réalisée sous l'impulsion du Président Mohamed Taki Abdoulkarim en août 1996 à la suite de sa victoire à l'élection présidentielle plus tôt dans l'année.
Le parti remporte 36 des 43 sièges en jeu lors des élections législatives de décembre 1996 ; ce résultat est à nuancer du fait que ces élections ont été boycottées par la plupart des partis d'opposition.
Malgré cette victoire, le parti commence à subir des dissensions en interne. Après le coup d'État de 1999, une branche du parti supporte le nouveau régime dirigé par Azali Assoumani, alors que l'autre branche soutient le rétablissement du chef d'État par intérim Tadjidine ben Saïd Massounde.
Lors de l'élection présidentielle de 2002, Mtara Maécha est candidat pour le RND, terminant cinquième du premier tour avec près de 8% des suffrages.
Le parti intègre l'alliance politique du Camp des Îles Autonomes (en) lors des élections législatives de 2004, qui remporte 12 sièges.